# Nina Hoss
Nina Hoss (ur. 7 lipca 1975 w Stuttgarcie) – niemiecka aktorka.

## Życiorys
Nina Hoss urodziła się w rodzinie liberalnej. Jej ojciec Willi Hoss, był politykiem, członkiem niemieckiego Bundestagu. Jej matka Heidemarie Rohweder była aktorką Stuttgarter Staatstheater, a później dyrektorką Württembergische Landesbühne w Esslingen am Neckar.
W dzieciństwie zaczęła występować w programach radiowych. Ukończyła studia w Hochschule für Schauspielkunst „Ernst Busch” w Berlinie. 
Zdobyła nagrodę Srebrnego Niedźwiedzia dla najlepszej aktorki na 57. MFF w Berlinie za rolę w filmie Yella (2007) Christiana Petzolda. Zasiadała w jury konkursu głównego na 73. MFF w Wenecji (2016).
Stale występuje na deskach berlińskiego Deutsches Theater.

## Działalność społeczna
Nina Hoss zaangażowana jest w walkę o ochronę żeńskich narządów płciowych, w Female Genital Cutting. Popiera również organizację Make Poverty History, wywierającą presję na rządy światowe, do walki z głodem.

## Filmografia
- 2022: Tár jako Sharon Goodnow
- 2020: Pokonani jako Elsie Garten
- 2020: Moja młodsza siostra (Schwesterlein) jako Lisa
- 2019: Przesłuchanie (Das Vorspiel) jako Anna Bronsky
- 2019: Krew pelikana (Pelikanblut) jako Wiebke
- 2017: Powrót do Montauk (Return to Montauk) jako Rebecca
- 2014: Feniks (Phoenix) jako Nelly Lenz
- 2014: Bardzo poszukiwany człowiek (A Most Wanted Ma) jako Irna Frey
- 2013: Gold jako Emily Meyer
- 2012: Barbara jako Barbara
- 2011: Das Fenster zum Sommer jako Juliane Kreisler
- 2010: Nienasycone (Wir sind die Nacht) jako Louise
- 2008: Kobieta w Berlinie (Anonyma – Eine Frau in Berlin) jako Anonyma
- 2008: Żona anarchisty (The Anarchist’s Wife) jako Lenin
- 2008: Jerichow jako Laura
- 2007: Yella jako Yella Fichte
- 2007: Das Herz ist ein dunkler Wald jako Marie
- 2006: Cząstki elementarne (Elementarteilchen) jako Jane
- 2006: Leben mit Hannah jako Hannah Morgan
- 2005: Biała Masajka (Die Weisse Massai) jako Carola Lehmann
- 2004: Bloch jako Lilly
- 2003: Wolfsburg jako Laura Reiser
- 2003: Leonce und Lena jako Lena
- 2002: Nadzy (Nackt) jako Charlotte
- 2002: Noc Epsteina (Epsteins Nacht) jako Paula
- 2002: Emilia Galotti jako księżna Orsina
- 2001: Martwy człowiek (Toter Mann) jako Leyla
- 2000: Die Geiseln von Costa Rica jako Kiki
- 1999: Wulkan (Der Vulkan) jako Marion von Kammer
- 1998: Liebe deine Nächste! jako Liz
- 1998: Ognisty jeździec (Feuerreiter) jako Marie Rätzer
- 1996: Rosemarie (Das Mädchen Rosemarie) jako Rosemarie Nitribitt
- 1996: Und keiner weint mir nach jako Marilli Kosemund

## Nagrody
- Nagroda na MFF w Berlinie Najlepsza aktorka: 2007 Yella